# Graphie de Van Ophuijsen

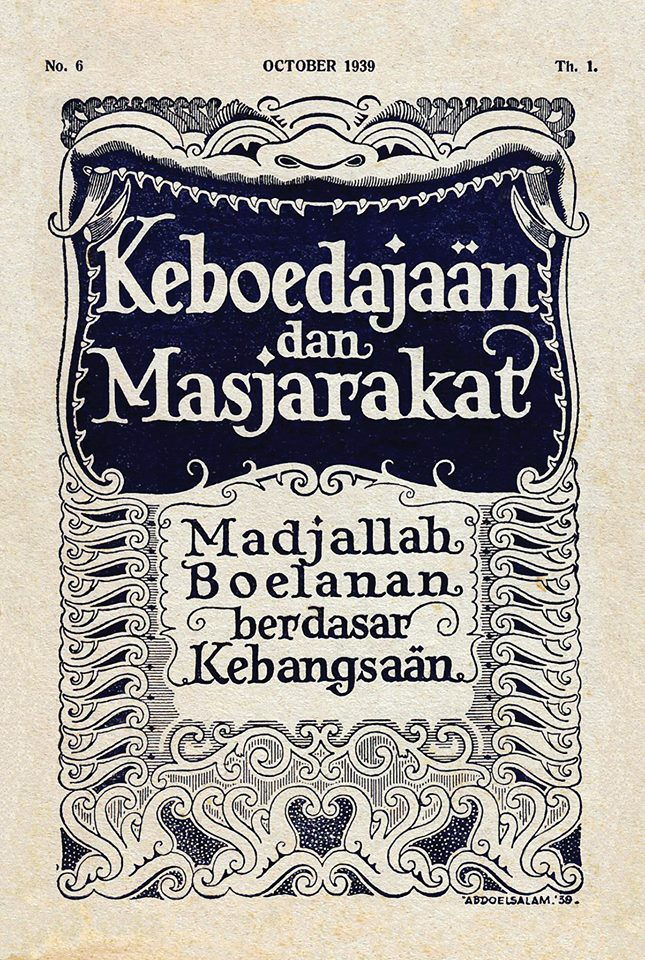
Keboedajaän et Masjarakat. Madjallah Boelanan berdasar Kebangsaän [= Kebudayaan et Masyarakat. Majalah Bulanan berdasar Kebangsaan ("Culture et société. Magazines mensuels par nationalité")] (1939) utilise le système orthographique Van Ophuijsen

La graphie de Van Ophuijsen était l'orthographe standardisée en alphabet latin de la langue indonésienne de 1901 à 1947. Avant l'entrée en vigueur du système orthographique de Van Ophuijsen, la langue malaise (et par conséquent l'indonésien) des Indes néerlandaises (aujourd'hui l'Indonésie ) n'avait pas d'orthographe standardisée, ou était écrite en Jawi. En 1947, le système orthographique Van Ophuijsen a été remplacé par le système orthographique dit "républicain".

## Histoire
Le professeur Charles Adriaan van Ophuijsen (nl), le concepteur de cette orthographe, était un linguiste néerlandais. Anciennement inspecteur dans une école de Bukittinggi, à l'ouest de Sumatra, dans les années 1890, il devint professeur de langue malaise à l'Université de Leiden aux Pays-Bas. Avec deux assistants malais, Engku Nawawi et Mohammed Taib Sultan Ibrahim, il publie son orthographe dans deux livres, Kitab Logat Malajoe : Woordenlijst voor Spelling der Maleische Taal (Glossaire d'orthographe de la langue malaise) en 1901, et Maleische Spraakkunst (l'Orthographe du Malais), en 1910.

## Caractéristiques
Le système de Van Ophuijsen a été de façon consciente calqué sur l'orthographe néerlandaise, pour rendre la prononciation des mots malais et indonésiens plus facilement compréhensible pour les autorités coloniales néerlandaises. Ainsi, le système utilisait la variante néerlandaise de l'écriture latine, reflétant la phonologie néerlandaise contemporaine. Certaines caractéristiques notables de ce système orthographique étaient :
- Le digraphe ⟨dj⟩ était utilisé pour écrire "j" [ dʒ ], par exemple djari (jari).
- Le digraphe ⟨tj⟩ était utilisé pour écrire "c" [ tʃ ], par exemple tjoetji (cuci).
- La lettre ⟨j⟩ était utilisée pour écrire "y" [ j ], par exemple jang , pajah et sajang (yang, payah et sayang).
- Le digraphe ⟨nj⟩ était utilisé pour écrire "ny" [ ɲ ], par exemple njamoek (nyamuk).
- Le digraphe ⟨sj⟩ était utilisé pour écrire "sy" [ ʃ ], par exemple sjarat (syarat).
- Le digraphe ⟨ch⟩ servait à écrire "kh" [ x ], par exemple achir (akhir).
- Le digraphe ⟨oe⟩ était utilisé pour écrire "u" [ u ], par exemple goeroe , itoe et oemoer (gourou, itu et umur).
- Une apostrophe a été utilisée pour écrire le coup de glotte [ʔ], par exemple ma'moer, ' akal, ta ' et pa''.
- Un tréma, par exemple ⟨ä⟩, ⟨ë⟩, ⟨ï⟩ et ⟨ö⟩, était utilisé pour indiquer qu'une voyelle était prononcée comme une syllabe complète et non comme une diphtongue (⟨ai⟩ [ai̯], ⟨au⟩ [au̯] et ⟨oi⟩ [oi̯]), par exemple dinamaï (prononcé comme [dinamai], pas [dinamai̯]).
- La lettre ⟨é⟩ avec un aigu était utilisée pour écrire [ ɛ ], tandis que le simple ⟨e⟩ indiquait [ ə ], par exemple énak contre beli. Ce caractère conserve une certaine utilité dans l'écriture pédagogique, comme dans les dictionnaires et le matériel d'apprentissage, pour distinguer [ɛ] et [ə], bien que dans le système orthographique indonésien moderne, les deux s'écrivent usuellement ⟨e⟩.

## Limites
Alors que le système Van Ophuijsen aidait grandement les néerlandophones à prononcer la langue indonésienne, sa dépendance totale à l'orthographe néerlandaise, riche en digraphes et trigraphes, entraînait souvent des complications dans l'écriture des mots indonésiens. Par exemple:
- Le digraphe ‹ oe › pour [ u ] a entraîné une absence flagrante de la lettre ‹ u › dans les textes indonésiens contemporains, car ‹ u › dans l'orthographe néerlandaise représente [ ʏ ] ou [ y ] — des sons qui n'existent pas en indonésien. Cela produisait des orthographes maladroites, parfois avec trois voyelles consécutives, par exemple koeat et djaoeh ; en orthographe moderne kuat et jauh (« fort » et « loin »).
- Les digraphes ‹ dj › et ‹ tj › pour [ dʒ ] et [ tʃ ] étaient utilisés pour représenter des sons uniques en indonésien, et furent finalement simplifiés en ‹ j › et ‹ c › dans l'orthographe indonésienne moderne. ‹ nj › [ ɲ ] et ‹ sj › [ ʃ ] ont été conservés comme digraphes, mais pour représenter  ‹ ny › et ‹ sy › .
- Le tréma était souvent redondant, surtout lorsqu'il indiquait des arrêts de glotte entre deux voyelles consécutives identiques, par exemple keboedajaän . La langue néerlandaise emploie régulièrement ‹ aa ›, ‹ ee ›, ‹ oo › et ‹ uu › pour représenter les voyelles longues, et utilise des tréma pour signifier des sons séparés dans des groupes de voyelles, par exemple tweeëntwintig (« vingt-deux »). Cependant, il n’y a pas de distinction entre les voyelles courtes et longues en indonésien. Il n'était donc pas nécessaire d'inclure une tréma dans des mots tels que keboedajaän, kebanggaän, keënakan, etc. ; les voyelles doublées signalent déjà qu'elles sont exprimées séparément.

Les lacunes du système Van Ophuijsen ont conduit au développement d'une orthographe partiellement révisée, appelée système orthographique républicain en 1947, et finalement à l'adoption du système orthographique indonésien amélioré en 1972.
La graphie Van Ophuijsen continue d'être fréquemment utilisées dans les noms propres indonésiens, par exemple Soerjadjaja (uryajaya, également écrit dans une orthographe mixte comme Soeryadjaya ). Étant donné que l'orthographe des noms indonésiens est très fluide, l'usage peut également être incohérent : par exemple, Sukarno écrivait son nom avec un u, mais signait Soekarno.

### Voir également
- Système orthographique républicain
- Système orthographique indonésien